# 3e étape du Tour d'Italie 2003
Pour un article plus général, voir Tour d'Italie 2003.
La 3e étape du Tour d'Italie 2003 a eu lieu le 12 mai 2003 entre la ville de Policoro et le hameau de Terme Luigiane sur la commune d'Acquappesa sur une distance de 145 km. Elle a été remportée par l'Italien Stefano Garzelli (Vini Caldirola-Saunier Duval) qui s'impose légèrement détaché devant ses compatriotes Francesco Casagrande (Lampre) et Alessandro Petacchi (Fassa Bortolo). Petacchi conserve le maillot rose de leader du classement général à l'issue de l'étape.

## Classement de l'étape
| \| Classement de l'étape \| Classement de l'étape \| Classement de l'étape \| Classement de l'étape \| Classement de l'étape \| \| Coureur \| Coureur \| Pays \| Équipe \| Temps \| \| --------------------- \| --------------------- \| --------------------- \| ---------------------------- \| --------------------- \| \| 1er \| Stefano Garzelli \| Italie \| Vini Caldirola-Saunier Duval \| + 3 h 34 min 38 s \| \| 2e \| Francesco Casagrande \| Italie \| Lampre \| + 2 s \| \| 3e \| Alessandro Petacchi \| Italie \| Fassa Bortolo \| + 2 s \| \| 4e \| Franco Pellizotti \| Italie \| Alessio \| + 2 s \| \| 5e \| Gabriele Colombo \| Italie \| Domina Vacanze-Elitron \| + 2 s \| \| 6e \| Paolo Lanfranchi \| Italie \| Ceramica Panaria-Fiordo \| + 2 s \| \| 7e \| Gilberto Simoni \| Italie \| Saeco \| + 2 s \| \| 8e \| Serhiy Honchar \| Ukraine \| De Nardi-Colpack-Astro \| + 2 s \| \| 9e \| Andrea Noè \| Italie \| Alessio \| + 2 s \| \| 10e \| Graziano Gasparre \| Italie \| De Nardi-Colpack-Astro \| + 2 s \| |                      |         |                              |                   |
| |                      |         |                              |                   |
| |                      |         |                              |                   |
| Classement de l'étape |                      |         |                              |                   |
| Coureur | Coureur              | Pays    | Équipe                       | Temps             |
| 1er | Stefano Garzelli     | Italie  | Vini Caldirola-Saunier Duval | + 3 h 34 min 38 s |
| 2e | Francesco Casagrande | Italie  | Lampre                       | + 2 s             |
| 3e | Alessandro Petacchi  | Italie  | Fassa Bortolo                | + 2 s             |
| 4e | Franco Pellizotti    | Italie  | Alessio                      | + 2 s             |
| 5e | Gabriele Colombo     | Italie  | Domina Vacanze-Elitron       | + 2 s             |
| 6e | Paolo Lanfranchi     | Italie  | Ceramica Panaria-Fiordo      | + 2 s             |
| 7e | Gilberto Simoni      | Italie  | Saeco                        | + 2 s             |
| 8e | Serhiy Honchar       | Ukraine | De Nardi-Colpack-Astro       | + 2 s             |
| 9e | Andrea Noè           | Italie  | Alessio                      | + 2 s             |
| 10e | Graziano Gasparre    | Italie  | De Nardi-Colpack-Astro       | + 2 s             |

## Classement général
| \| Classement général \| Classement général \| Classement général \| Classement général \| Classement général \| \| Coureur \| Coureur \| Pays \| Équipe \| Temps \| \| ------------------ \| -------------------- \| ------------------ \| --------------------------------------------- \| ------------------ \| \| 1er \| Alessandro Petacchi \| Italie \| Fassa Bortolo \| 13 h 37 min 08 s \| \| 2e \| Stefano Garzelli \| Italie \| Vini Caldirola-Saunier Duval \| + 17 s \| \| 3e \| Francesco Casagrande \| Italie \| Lampre \| + 27 s \| \| 4e \| Gabriele Colombo \| Italie \| Domina Vacanze-Elitron \| + 27 s \| \| 5e \| Graziano Gasparre \| Italie \| De Nardi-Colpack-Astro \| + 32 s \| \| 6e \| Franco Pellizotti \| Italie \| Alessio \| + 32 s \| \| 7e \| Gilberto Simoni \| Italie \| Saeco \| + 32 s \| \| 8e \| Denis Lunghi \| Italie \| Alessio \| + 39 s \| \| 9e \| Andrea Noè \| Italie \| Alessio \| + 39 s \| \| 10e \| Bo Hamburger \| Danemark \| Formaggi Pinzolo Fiavè-Ciarrocchi Immobiliare \| + 39 s \| |                      |          |                                               |                  |
| |                      |          |                                               |                  |
| |                      |          |                                               |                  |
| Classement général |                      |          |                                               |                  |
| Coureur | Coureur              | Pays     | Équipe                                        | Temps            |
| 1er | Alessandro Petacchi  | Italie   | Fassa Bortolo                                 | 13 h 37 min 08 s |
| 2e | Stefano Garzelli     | Italie   | Vini Caldirola-Saunier Duval                  | + 17 s           |
| 3e | Francesco Casagrande | Italie   | Lampre                                        | + 27 s           |
| 4e | Gabriele Colombo     | Italie   | Domina Vacanze-Elitron                        | + 27 s           |
| 5e | Graziano Gasparre    | Italie   | De Nardi-Colpack-Astro                        | + 32 s           |
| 6e | Franco Pellizotti    | Italie   | Alessio                                       | + 32 s           |
| 7e | Gilberto Simoni      | Italie   | Saeco                                         | + 32 s           |
| 8e | Denis Lunghi         | Italie   | Alessio                                       | + 39 s           |
| 9e | Andrea Noè           | Italie   | Alessio                                       | + 39 s           |
| 10e | Bo Hamburger         | Danemark | Formaggi Pinzolo Fiavè-Ciarrocchi Immobiliare | + 39 s           |

## Classements annexes
| Classement par points | Classement par points | Classement par points | Classement par points        | Classement par points |
| Coureur               | Coureur               | Pays                  | Équipe                       | Points                |
| --------------------- | --------------------- | --------------------- | ---------------------------- | --------------------- |
| 1er                   | Alessandro Petacchi   | Italie                | Fassa Bortolo                | 61 pts                |
| 2e                    | Stefano Garzelli      | Italie                | Vini Caldirola-Saunier Duval | 34 pts                |
| 3e                    | Gabriele Colombo      | Italie                | Domina Vacanze-Elitron       | 32 pts                |
| 4e                    | Mario Cipollini       | Italie                | Domina Vacanze-Elitron       | 28 pts                |
| 5e                    | Francesco Casagrande  | Italie                | Lampre                       | 28 pts                |

| Classement par points | Classement par points | Classement par points | Classement par points        | Classement par points |
| Coureur               | Coureur               | Pays                  | Équipe                       | Points                |
| --------------------- | --------------------- | --------------------- | ---------------------------- | --------------------- |
| 1er                   | Alessandro Petacchi   | Italie                | Fassa Bortolo                | 61 pts                |
| 2e                    | Stefano Garzelli      | Italie                | Vini Caldirola-Saunier Duval | 34 pts                |
| 3e                    | Gabriele Colombo      | Italie                | Domina Vacanze-Elitron       | 32 pts                |
| 4e                    | Mario Cipollini       | Italie                | Domina Vacanze-Elitron       | 28 pts                |
| 5e                    | Francesco Casagrande  | Italie                | Lampre                       | 28 pts                |

| Classement de la montagne | Classement de la montagne | Classement de la montagne | Classement de la montagne    | Classement de la montagne |
| Coureur                   | Coureur                   | Pays                      | Équipe                       | Points                    |
| ------------------------- | ------------------------- | ------------------------- | ---------------------------- | ------------------------- |
| 1er                       | Freddy González           | Colombie                  | Colombia-Selle Italia        | 8 pts                     |
| 2e                        | Ruslan Gryschenko         | Ukraine                   | Landbouwkrediet-Colnago      | 3 pts                     |
| 3e                        | Francesco Casagrande      | Italie                    | Lampre                       | 2 pts                     |
| 4e                        | Stefano Garzelli          | Italie                    | Vini Caldirola-Saunier Duval | 1 pt                      |
| 5e                        | Paolo Tiralongo           | Italie                    | Ceramica Panaria-Fiordo      | 1 pt                      |

| Classement de la montagne | Classement de la montagne | Classement de la montagne | Classement de la montagne    | Classement de la montagne |
| Coureur                   | Coureur                   | Pays                      | Équipe                       | Points                    |
| ------------------------- | ------------------------- | ------------------------- | ---------------------------- | ------------------------- |
| 1er                       | Freddy González           | Colombie                  | Colombia-Selle Italia        | 8 pts                     |
| 2e                        | Ruslan Gryschenko         | Ukraine                   | Landbouwkrediet-Colnago      | 3 pts                     |
| 3e                        | Francesco Casagrande      | Italie                    | Lampre                       | 2 pts                     |
| 4e                        | Stefano Garzelli          | Italie                    | Vini Caldirola-Saunier Duval | 1 pt                      |
| 5e                        | Paolo Tiralongo           | Italie                    | Ceramica Panaria-Fiordo      | 1 pt                      |

| Classement Intergiro | Classement Intergiro | Classement Intergiro | Classement Intergiro                          | Classement Intergiro |
|                      | Coureur              | Pays                 | Équipe                                        | Temps                |
| -------------------- | -------------------- | -------------------- | --------------------------------------------- | -------------------- |
| 1er                  | Andris Nauduzs       | Lettonie             | CCC-Polsat                                    | en 8 h 9 min 47 s    |
| 2e                   | Moreno Di Biase      | Italie               | Formaggi Pinzolo Fiavè-Ciarrocchi Immobiliare | + 15 s               |
| 3e                   | Mario Cipollini      | Italie               | Domina Vacanze-Elitron                        | + 24 s               |
| 4e                   | Fabiano Fontanelli   | Italie               | Mercatone Uno-Scanavino                       | + 27 s               |
| 5e                   | Alessandro Petacchi  | Italie               | Fassa Bortolo                                 | + 30 s               |
| modifier             |                      |                      |                                               |                      |

| Classement par équipes | Classement par équipes  | Classement par équipes | Classement par équipes |
| Équipe                 | Équipe                  | Pays                   | Temps                  |
| ---------------------- | ----------------------- | ---------------------- | ---------------------- |
| 1re                    | Alessio                 | Italie                 | 40 h 53 min 07 s       |
| 2e                     | Fassa Bortolo           | Italie                 | + 7 s                  |
| 3e                     | Lampre                  | Italie                 | + 12 s                 |
| 4e                     | Saeco                   | Italie                 | + 12 s                 |
| 5e                     | Ceramica Panaria-Fiordo | Italie                 | + 17 s                 |

| Classement par équipes | Classement par équipes  | Classement par équipes | Classement par équipes |
| Équipe                 | Équipe                  | Pays                   | Temps                  |
| ---------------------- | ----------------------- | ---------------------- | ---------------------- |
| 1re                    | Alessio                 | Italie                 | 40 h 53 min 07 s       |
| 2e                     | Fassa Bortolo           | Italie                 | + 7 s                  |
| 3e                     | Lampre                  | Italie                 | + 12 s                 |
| 4e                     | Saeco                   | Italie                 | + 12 s                 |
| 5e                     | Ceramica Panaria-Fiordo | Italie                 | + 17 s                 |